# نظرية القدرة
.

## منهج القدرة
هي نظرية اقتصادية تم تصورها في الثمانينيات كبديل لإدخال الرفاهية على الإقتصاد.. في هذا النهج، يجمع أمارتيا سين ومارثا نوسباوم مجموعة من الأفكار التي كانت مستبعدة سابقًا (أو لم تكن مصاغة بشكل ملائم) في النهج القديم. ويركز هذا النهج على قدرة الفرد على مايمكن أن يفعله.

## تقييم النهج
كبداية قام سين بالجدال حول خمسة مكونات:
1. اهمية الحريات الحقيقية في مساعدة الفرد.
2. أهمية الفروق الفردية في القدرة على تحويل الموارد إلى أنشطة قيمة.
3. أنشطة طبيعية متعددة الأنواع تؤدي إلى السعادة.
4. التوازن بين العوامل المادية وغير المادية في تقييم الرفاهية البشرية.
5. الاهتمام بتوزيع الفرص داخل أفراد المجتمع.

بعد ذللك، بالتعاون بشكل خاص مع الفيلسوف السياسي مارثا نوسباوم، واضعي السياسات التنموية سودهير أناند والاقتصادي جيمس فوستر قام سين بجعل نهج القدرة سائد كنموذج للجدل السياسي في التنمية البشرية حيث ألهم بإنشاء قائمة التنمية البشرية للأمم المتحدة.
بالإضافة إلى ذلك، تم تفعيل هذا النهج مع التركيز على البلدان ذات الدخل المرتفع من قبل بول أناند وزملائه. علاوة على ذلك، منذ إنشاء جمعية التنمية والقدرات البشرية في أوائل عام 2000، تمت مناقشة هذا النهج كثيرًا من قبل المنظرين السياسيين، والفلاسفة، ومجموعة من علماء الاجتماع، بما في ذلك أولئك الذين لديهم اهتمام خاص بالأنسان. الصحة.
يؤكد النهج على القدرات الوظيفية («الحريات الموضوعية»، مثل القدرة على الحياة للشيخوخة، أو الانخراط في المعاملات الاقتصادية، أو المشاركة في الأنشطة السياسية)؛ يتم تفسيرها من حيث الحريات الموضوعية لدى الناس سببًا في تقدير القيمة، بدلاً من المنفعة (السعادة، تحقيق الرغبة أو الاختيار) أو الوصول إلى الموارد (الدخل، السلع، الأصول). يُفهم الفقر على أنه حرمان من القدرات. من الجدير بالذكر أن التركيز ليس فقط على كيفية عمل البشر فعليًا ولكن أيضًا على امتلاكهم للقدرات، وهو خيار عملي «لتحقيق النتائج التي يقدرونها ولديهم سبب للقيمة».  يمكن حرمان كل شخص من هذه القدرات بطرق عديدة، على سبيل المثال بالجهل، أو القمع الحكومي، أو نقص الموارد المالية، أو الوعي الزائف.
يؤكد هذا النهج على رفاه الإنسان على أهمية حرية الاختيار، وعدم التجانس الفردي والطبيعة المتعددة الأبعاد للرعاية. من نواحٍ مهمة، يتّسق هذا النهج مع التعامل مع الاختيار في إطار نظرية المستهلك الاقتصادي الجزئي التقليدي، على الرغم من أن أسسه المفاهيمية تمكنه من الاعتراف بوجود المطالبات، مثل الحقوق، التي تهيمن بشكل اعتيادي على المطالبات القائمة على المنفعة (انظر سين 1979).
المصطلحات الرئيسة
وظائف
بالمعنى الأساسي، تتكون الوظائف من «الأحوال والأفعال». وكنتيجة لذلك، قد ينظر إلى المعيشة على أنها مجموعة من الوظائف المترابطة. أساسا، وظائف هي الدول والأنشطة المكونة لكون الشخص. يمكن أن تختلف الأمثلة على الوظائف من أشياء أساسية، مثل أن تكون صحياً، وأن يكون لديك عمل جيد، وأن تكون آمنًا، إلى أحوال أكثر تعقيدًا، مثل السعادة، واحترام الذات، والهدوء. وعلاوة على ذلك، يدعي أمارتيا صن أن الوظائف ضرورية للفهم الكافي لنهج القدرة؛ يتم تصور القدرة باعتبارها انعكاسا لحرية تحقيق وظائف قيمة. 
وبعبارة أخرى، فإن الوظائف هي موضوعات القدرات المشار إليها في النهج: ما نحن قادرون عليه، نريد أن نكون قادرين، أو يجب أن نكون قادرين على أن نكون و / أو نفعل. لذلك، فإن مجموعة المختارات من الوظائف، ما هي، هي جزء من مجموعة قدراتها الكلية - الوظائف التي كانت قادرة على القيام بها. ومع ذلك، يمكن أيضا تصور الوظائف بطريقة تشير إلى قدرات الفرد. الأكل، والجوع، والصوم سيكون بمثابة وظائف، لكن أداء الصيام يختلف اختلافاً كبيراً عن الجوع لأن الصيام، بخلاف التجويع، ينطوي على خيار ويفهم بأنه يختار التجويع على الرغم من وجود خيارات أخرى. وبالتالي، فإن فهم ما يشكل وظائف يرتبط ارتباطًا وثيقًا بفهم القدرات، كما هو محدد في هذا المنهج.

### القدرات
القدرات هي مجموعة بديلة من الوظائف التي يمكن تحقيقها من قبل الشخص. تتكون صيغ القدرة من جزأين: الوظائف وحرية الفرص - الحرية الجوهرية لمتابعة توليفات وظيفية مختلفة.  نهاية المطاف، تدل القدرات على فرصة الشخص وقدرته على توليد نتائج قيمة، مع الأخذ في الاعتبار الخصائص الشخصية والعوامل الخارجية ذات الصلة. الجزء المهم من هذا التعريف هو «حرية تحقيق»، لأنه إذا كان للحرية قيمة مفيدة فقط (قيمة كوسيلة لتحقيق غاية) ولا قيمة جوهرية (قيمة في حد ذاتها) لرفاهية الشخص، يمكن ببساطة تحديد قيمة المقدرة المحددة ككل بقيمة توليفة الشخص الفعلية من الوظائف.  لا يعترف هذا التعريف بكامل قدرة الشخص على فعله وحالته الحالية نتيجة لطبيعة الخيارات المتاحة له. وبالتالي، فإن القدرة التي حددها هذا النهج لا تتعلق فقط بالإنجازات؛ بدلا من ذلك، حرية الاختيار، في حد ذاتها، له أهمية مباشرةلنوعية حياة الشخص.
على سبيل المثال، الفرق بين الصيام والتجويع، على رفاهية الشخص، هو ما إذا كان الشخص يختار عدم تناول الطعام.  في هذا المثال، يتضاءل الأداء، ولكن القدرة على الحصول على كمية كافية من الطعام هي العنصر الأساسي في تقييم الرفاه بين الأفراد في الولايتين. باختصار، إن امتلاك نمط حياة ليس هو نفسه اختياره؛ يعتمد الرفاه على كيفية ظهور نمط الحياة هذا.  أكثر رسمية، في حين أن الجمع بين وظائف الشخص يمثل إنجازاتهم الفعلية، فإن مجموعة قدراتهم تمثل حريتهم في الفرص - حرية اختيارهم بين مجموعات بديلة من الوظائف. 
تم نشر ملحق لنهج القدرات في عام 2013 في الحرية والمسؤولية واقتصاديات الشخص . يستكشف هذا الكتاب المفاهيم المترابطة للشخص، والمسؤولية والحرية في الاقتصاد والفلسفة الأخلاقية والسياسة. يحاول التوفيق بين العقلانية والأخلاقية للأفراد. إنه يقدم تفكيرا منهجيا (ظاهريا مقابل الفكر الكانتوني) بهدف إعادة إنسانية الشخص، من خلال الإجراءات، ومن خلال القيم والمعايير التي تؤدي إلى الحقوق والالتزامات المقابلة التي يجب أن يؤمر بها. يمتد الكتاب نهج القدرات في شكل حرج. وتنظر على وجه الخصوص في الحرية فيما يتعلق بالمسؤولية، أي قدرة الناس على تطبيق القيود الأخلاقية على أنفسهم. على النقيض من ذلك، فإن نهج قدرة سين يعتبر الحرية كعقلية اختيار وظيفية بحتة.
وكالة
يُعرِّف Amartya Sen أحد الوكلاء بأنه الشخص الذي يعمل ويحدث التغيير، والذي يمكن تقييم إنجازه من حيث قيمه وأهدافه.  يختلف هذا عن الاستخدام الشائع لمصطلح «عامل» الذي يستخدم في بعض الأحيان في علم الاقتصاد ونظرية الألعاب ليعني الشخص الذي يتصرف نيابة عن شخص آخر.  تعتمد الوكالة على القدرة على اختيار شخص ما لوظائف واحدة، وهو خيار قد لا يرتبط بالرفاهية الشخصية. على سبيل المثال، عندما يختار شخص ما المشاركة في الصيام، فإنهم يمارسون قدرتهم على تحقيق هدف يقدرونه، رغم أن مثل هذا الاختيار قد لا يؤثر إيجابًا على الرفاهية البدنية. يشرح سين أنه لا يجب إرشاد الشخص كعميل من خلال السعي لتحقيق الرفاه. يعتبر إنجاز الوكالة نجاح الشخص من حيث سعيه لتحقيق أهدافه بالكامل. 
لأغراض نهج القدرة، تشير الوكالة في المقام الأول إلى دور الشخص كعضو في المجتمع، مع القدرة على المشاركة في الأعمال الاقتصادية والاجتماعية والسياسية. ولذلك، فإن الوكالة أمر حاسم في تقييم قدرات الفرد وأية حواجز اقتصادية أو اجتماعية أو سياسية تحول دون تحقيق الحريات الأساسية. يشدد القلق على الوكالة على أن المشاركة، والنقاش العام، والممارسة الديمقراطية، والتمكين، يجب تعزيزها إلى جانب الرفاهية. 
أشار ألكير ودينيولين إلى أن الوكالة تترافق مع توسع الحريات القيمة. أي، لكي يكونوا عملاء لحياتهم، يحتاج الناس إلى الحرية في التعليم، والتحدث علانية دون خوف، والتعبير عن أنفسهم، والربط، وما إلى ذلك؛ على العكس، يمكن للناس إنشاء مثل هذه البيئة من خلال كونهم وكلاء. وباختصار، فإن جانب الوكالة مهم في تقييم ما يمكن أن يفعله الشخص وفقًا لمفهومه عن السلعة.